# 코호나
코호나(Kohana)는 미국이 원산지인 집고양이 품종 중 하나이다. 털이 없는 품종이다.